# Ulf Großmann (Autor)

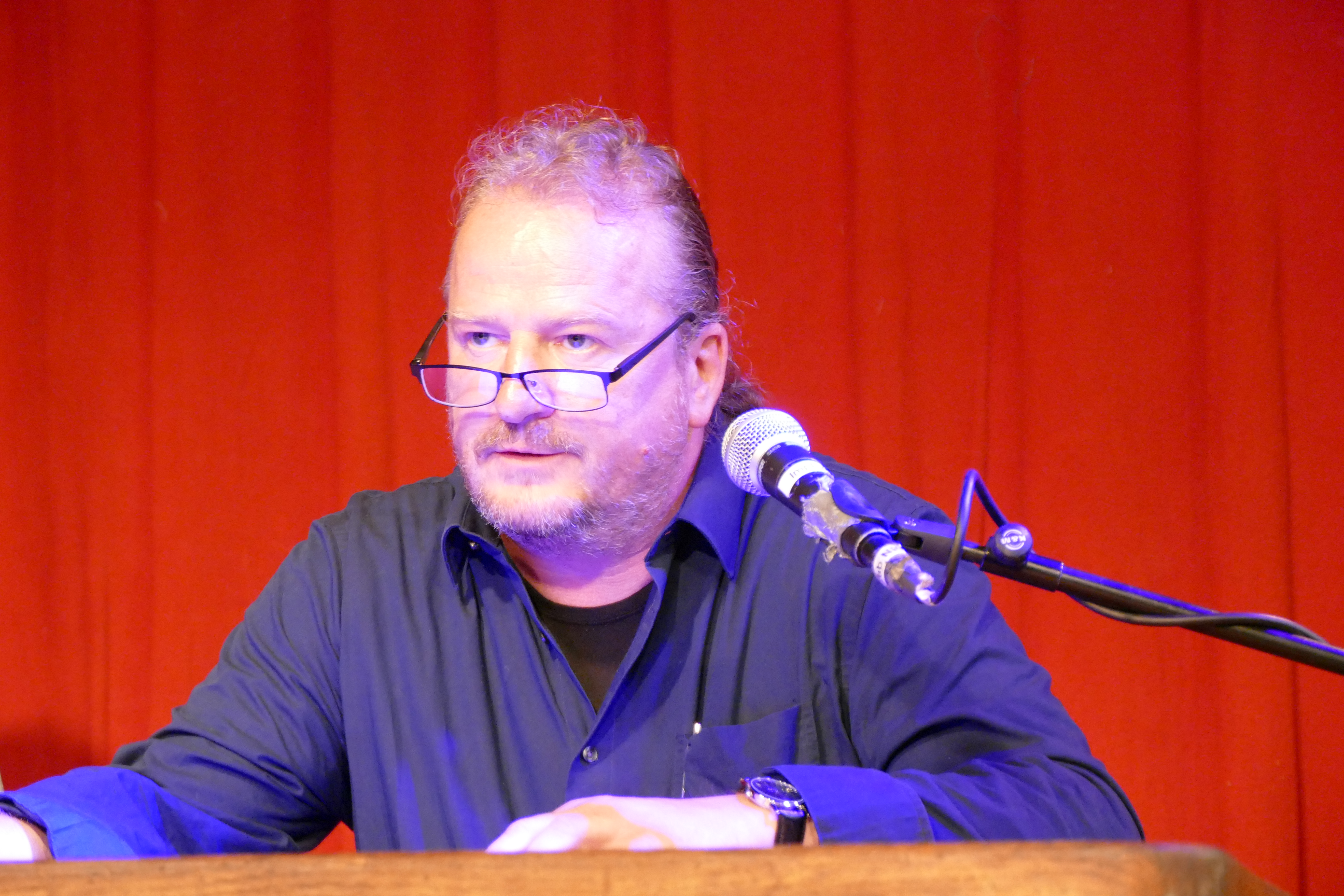
Ulf Großmann bei einer Lesung in München 2022

Ulf Großmann (* 31. Dezember 1968 in Freiberg in Sachsen) ist ein deutscher Schriftsteller, Lyriker und Herausgeber.
Großmann veröffentlicht Lyrik, Belletristik und Rezensionen in Zeitschriften und Anthologien (u. a. außer.dem, wortwerk, Das Magazin) und wirkt zudem als Herausgeber. Er war zudem Redakteur der Zeitschrift für Literatur und Kunst Ostragehege und ist Mitglied des Schriftstellerverbandes Deutschland (VS).
Ulf Großmann lebt und arbeitet in Fuchstal (Bayern).

## Preise und Auszeichnungen
- Preisträger beim Harder Literaturwettbewerb, 2005/2006
- 2. Preis beim Kempener Literaturpreis (Sparte Lyrik), 2009
- 3. Preis beim Literaturwettbewerb zu den Berner Bücherwochen, 2009
- Hauptpreisträger beim Kammweg-Literaturwettbewerb des Kulturraumes Erzgebirge, 2011[1]
- 1. Platz beim Kempener Literaturwettbewerb (Lyrik), 2011
- 1. Preis beim Literaturwettbewerb zu den Berner Bücherwochen 2011
- Dulzinea Förderpreis für Textgruppen, Winter 2011/2012
- 2. Platz beim Sauerländer Theaterstückepreis 2012
- Merck-Stipendium der Darmstädter Textwerkstatt 2013
- Texte des Monats im Literaturhaus Zürich 2014, 2015 und 2016
- Kammweg Förderpreis 2017
- 2. Preis Literaturpreis Nordost 2017
- Sonderpreis der Berner Bücherwochen für das beste zeitgenössische Gedicht 2019
- 2020 Arbeitsstipendium der Kulturstiftung des Freistaates Sachsen
- 1. Hauptpreis beim Kammweg-Literaturwettbewerb 2023
- Förderung durch den Freistaat Bayern, vertreten durch die Bayerische Staatsbibliothek 2023

## Werke
- in der Prosa-Sammlung „Grotesk! Eine Genre-Anthologie“ (Hg. v. Jan-Eike Hornauer, Candela 2011): „Imperium in imperio“ (Kurzgeschichte)
- Literaturklicks: Hyperlinks für Literaten (mit Coautorin Evelyn Schaust), arte poetica 2005
- in: „Auf dem Schiff: Die besten Kurzgeschichten des 8. Harder Literaturwettbewerbs“ (hg. v. Sarah F. Gahlen), Hecht 2006
- „Skeptische Zärtlichkeit. Junge deutschsprachige Lyrik“ (hg. mit Axel Helbig), Leipziger Literaturverlag  2009
- Erzählungsband „Bescherung“, Dresdner Buchverlag 2017
- Lyrikband „Nachtränder“, Elif Verlag 2018
- Langgedicht „fortsetzung mit anderen mitteln“ mit Reinhard Reich, 2024, Black Ink Verlag, Scheuring